# Арамбарри, Мауро
Мауро Уилней Арамбарри Роса (исп. Mauro Wilney Arambarri Rosa; род. 30 сентября 1995, Сальто) — уругвайский футболист, полузащитник клуба «Хетафе».

## Клубная карьера
Арамбарри начал карьеру в клубе «Дефенсор Спортинг». 15 сентября 2013 года в матче против «Феникса» он дебютировал в уругвайской Примере. 21 марта 2015 года в поединке против «Серро» Мауро забил свой первый гол за «Дефенсор».
В начале 2016 года Арамбарри перешёл во французский «Бордо». 3 февраля в матче против «Лион» он дебютировал в Лиге 1, заменив во втором тайме Валентина Ваду.
Летом 2017 года права на Арамбарри выкупил «Бостон Ривер» и сразу же отдал его в аренду в испанский «Хетафе». 20 августа в матче против «Атлетика Бильбао» он дебютировал в Ла Лиге. 8 сентября в поединке против «Леганес» Мауро забил свой первый гол за «Хетафе».

## Международная карьера
В начале 2015 года Арамбарри в составе молодёжной сборной Уругвая принял участие в домашнем молодёжном чемпионате Южной Америки. На турнире он сыграл в матчах против команд Чили, Перу, Парагвая, Аргентины, дважды Колумбии и Бразилии. Мауро забил три гола и помог молодёжной национальной команде завоевать бронзовые медали.
Летом того же года Арамбарри принял участие в молодёжном чемпионате мира в Новой Зеландии. На турнире он сыграл в матчах против сборных Сербии, Мексики, Мали и Бразилии.
8 октября 2020 года Арамбарри дебютировал в составе сборной Уругвая в матче со сборной Чили, окончившийся со счётом 2:1.

## Достижения
Международные
 Уругвай (до 20)
- Молодёжный чемпионат Южной Америки — 2015